# June Croft
June Alexandra Croft (Ashton-in-Makerfield, 17 giugno 1963) è un'ex nuotatrice britannica.
Specializzata nello stile libero ha vinto la medaglia d'argento nella staffetta 4x100 m misti alle Olimpiadi di Mosca 1980 e la medaglia di bronzo nei 400 m sl alle Olimpiadi di Los Angeles 1984.

## Palmarès
- Olimpiadi
  - 1980 - Mosca: argento nella staffetta 4x100 m misti.
  - 1984 - Los Angeles: bronzo nei 400 m sl.